# Joel Fein
Joel Fein (* 19. Juni 1944 in Philadelphia, Pennsylvania; † 22. September 2007 in Wichita, Kansas) war ein US-amerikanischer Tonmeister.

## Leben
Fein war schon früh in seiner Karriere für den Oscar in der Kategorie Bester Ton nominiert, 1979 für Die Buddy Holly Story, gemeinsam mit Tex Rudloff, Curly Thirlwell und Willie D. Burton. Nach vereinzelten Filmprojekten in den 1980er Jahren war er zwischen 1988 und 1993 an sechzehn Spielfilmen beteiligt, danach folgten keine weiteren Hollywoodengagements mehr und sein Arbeitsschwerpunkt verlagerte sich vollends auf das Fernsehen.
Von 1992 bis 2003 war er an zahlreichen Fernsehproduktionen beteiligt, darunter Fernsehfilme wie Psycho IV – The Beginning sowie verschiedene Serienformate. Unter anderem wirkte er an 44 Folgen der Krimiserie Nash Bridges und 61 Folgen von Noch mal mit Gefühl mit. Für seine Leistungen war er drei Mal für den Primetime Emmy nominiert, davon konnte er die Auszeichnung einmal gewinnen.
Fein starb 2007 im Alter von 63 Jahren in  Wichita.

## Filmografie (Auswahl)
- 1978: Die Buddy Holly Story (The Buddy Holly Story)
- 1982: Blade Runner
- 1988: Midnight Run – Fünf Tage bis Mitternacht (Midnight Run)
- 1989: Detroit City – Ein irrer Job (Collision Course)
- 1989: Fletch – Der Tausendsassa (Fletch Lives)
- 1989: Zurück in die Zukunft II (Back to the Future Part II)
- 1990: Ein Vogel auf dem Drahtseil (Bird on a Wire)
- 1990: Ghost Dad
- 1991: Auf die harte Tour (The Hard Way)
- 1992: Von Mäusen und Menschen (Of Mice and Men)
- 1993: Mask of Murder 2 (Doppelgänger) (Doppelganger)

## Auszeichnungen
- 1979: Oscar-Nominierung in der Kategorie Bester Ton für Die Buddy Holly Story